# Brides of Destruction
Brides of Destruction est un groupe américain de rock progressif, originaire de Détroit, dans le Michigan. La dernière formation du groupe était composée de London LeGrand (chant), Tracii Guns (guitare solo) et Scot Coogan (batterie, percussions). Les membres précédents du groupe étaient Nikki Sixx (basse), Kris Kohls (batterie), Adam Hamilton (clavier), John Corabi (guitare rythmique), Scott Sorry (basse) et Ginger (guitare rythmique).
Nikki Sixx forme Brides of Destruction avec Tracii Guns, le guitariste de L.A. Guns, initialement sous le nom de Cockstar, après la pause de Mötley Crüe en 2001. Le groupe est complété par le batteur d'Adema Kris Kohls, le bassiste de L.A. Guns Adam Hamilton, qui joue du clavier dans le groupe, et du chanteur London LeGrand.
Après la formation de The Tracii Guns Band (qui devient plus tard le deuxième L.A. Guns), Brides of Destruction se sépare en 2006.

## Histoire

### Débuts (2002–2004)
Lorsque Mötley Crüe s'est mis en pause en 2001, Nikki Sixx commence à travailler sur un nouveau projet avec Tracii Guns, le guitariste de L.A. Guns, sous le nom de Cockstar,, à Los Angeles, en Californie, en 2002. Au départ, la rumeur voulait que Sixx travaille avec son ami et ancien guitariste de Guns N' Roses, Slash, ainsi qu'avec Josh Todd de Buckcherry, mais Sixx déclare que, bien que Slash et lui aient envisagé de travailler ensemble, ils n'avaient pas les mêmes idées pour le groupe.
Le chanteur London LeGrand, le batteur d'Adema Kris Kohls et le bassiste de L.A. Guns Adam Hamilton, en tant que claviériste, se joignent rapidement au groupe, tandis que l'ancien guitariste de Beautiful Creatures DJ Ashba est invité à se joindre au groupe. Cependant, Ashba décline l'invitation pour se concentrer sur son propre projet solo. Hamilton quitte rapidement le groupe et est remplacé par l'ancien chanteur et guitariste de Mötley Crüe John Corabi, qui devient le deuxième guitariste du groupe, tandis que Guns quitte L. A. Guns pour se concentrer sur Cockstar. Les programmateurs de radio les informent que le nom Cockstar ne serait pas annoncé à l'antenne, et ils utilisent brièvement le surnom Motordog,. Ils adoptent bientôt le nom de Brides of Destruction, suggéré par un ami de Sixx dans l'industrie de la radio, le photographe Dano Panariello,, Sixx déclarant que « [ça] sonne un peu différemment. Ça a du sens, ça n'a pas de sens. Ils ont rapidement enregistré et fait des démonstrations de nouveaux morceaux ».
Kohls quitte le groupe vers la fin de l'année, et est remplacé par Scot Coogan, batteur d'Ednaswap et d'Annetenna. Le groupe joue son premier concert en première partie de Mudvayne et Taproot le 14 décembre 2002 au Ventura Theatre en Californie,. En 2003, Corabi quitte également le groupe,.
Le groupe reste largement inactif tout au long de l'année 2003 avant d'enregistrer son premier album avec le producteur Stevo Bruno, avec des guitares supplémentaires de Corabi, enregistrées avant son départ, ainsi que des batteries supplémentaires de Kohls, James Michael, Justin Nichols et Kevin Kadish ayant tous des crédits de coécriture, tandis que le groupe est mixé par Steve Thompson. James Michael, Justin Nichols et Kevin Kadish ont tous coécrit l'album, qui est mixé par Steve Thompson. Avec seulement un label pour une sortie au Japon, Universal Records, le groupe était sur le point de se séparer. Cependant, ils signent rapidement  un contrat avec Sanctuary Records,, et leur album est sorti au Japon en décembre de la même année.
Here Come the Brides sort le 9 mars 2004 aux États-Unis et se classe à la 92e place du Billboard 200 et du Top Internet Albums. Here Come the Brides se vend à 13 000 exemplaires la première semaine tandis que Shut the Fuck Up est choisi comme premier single. L'album reçoit des critiques généralement positives,,. Une tournée d'été suit aux États-Unis, en Europe, avec notamment une apparition au Download Festival au Royaume-Uni et en Australie.

### Suites et séparation (2004–2006)
Sixx annonce rapidement son retour avec Mötley Crüe pour une tournée de réunion et que Brides of Destruction allait être mis en pause. Guns, initialement, allait former un nouveau groupe avec ses coéquipiers restants, tandis qu'il offrait également ses services à Axl Rose pour qu'il rejoigne Guns N' Roses. Cependant, en 2005, Guns décide de continuer sans Sixx, ajoutant l'ancien bassiste d'Amen Scott Sorry pour le remplacer tandis que Ginger, des Wildhearts, est ajouté comme second guitariste du groupe,. 
Le groupe enregistre son deuxième album, avec le titre provisoire de 13 Acres, avec le producteur Andy Johns,. Les anciens membres Nikki Sixx et Ginger ont des crédits de coécriture sur l'album tandis que Guns a également coproduit l'album. Ils signent rapidement un contrat avec Shrapnel Records,, et sortent Runaway Brides le 13 septembre en Europe et le 27 septembre aux États-Unis. L'album comprend la chanson Dimes in Heaven, écrite en hommage à Dimebag Darrell, guitariste de Pantera et de Damageplan à cette période récemment décédé,.
Le groupe part en tournée pour soutenir l'album, y compris une tournée en Europe. Avant la tournée en Europe, Sorry quitte le groupe et Jeremy Guns est ajouté à la formation. Après la tournée, Guns met Brides of Destruction en pause, puis fait un bref passage dans Quiet Riot, avant de former The Tracii Guns Band (qui deviendra plus tard le second L.A. Guns).

## Discographie
- 2003 : Here Come the Brides
- 2005 : Runaway Brides